# Supremacy
Supremacy — четвёртый студийный альбом американской хардкор-группы Hatebreed, вышедший в 2006 году, и первый их диск, выпущенный лейблом Roadrunner Records. Альбом достиг 31 строчки в Billboard 200 в 2006 году.
Фронтмен Джеми Джаста утверждает, что главной темой альбома является «преодоление чувства депрессии, вины, грусти, тревоги, отчуждения. Я хотел показать, что есть надежда, и вы должны начать с себя. Вы не можете помочь другим людям, если вы не можете помочь себе».

## Список композиций
1. «Defeatist» — 3:19
2. «Horrors of Self» — 2:29
3. «Mind Over All» — 1:59
4. «To the Threshold» — 2:49
5. «Give Wings to My Triumph» — 3:05
6. «Destroy Everything» — 3:29
7. «Divine Judgment» — 2:28
8. «Immortal Enemies» — 2:29
9. «The Most Truth» — 2:44
10. «Never Let It Die» — 3:39
11. «Spitting Venom» — 2:49
12. «As Diehard As They Come» — 2:17
13. «Supremacy of Self» — 2:47

### Бонус-треки
- «New Hate Rising» (на диск не вошёл, распространялся только через iTunes) — 2:36
- «Pollution of the Soul» (на диск не вошёл, распространялся только через Urge) — 2:56
- «Pollution of the Soul» (вошёл только в японское издание альбома).

## Участники записи
- Джеми Джаста (Jamey Jasta) — вокал
- Фрэнк Новинек (Frank Novinec) — гитара
- Крис Битти (Chris Beattie) — бас
- Шон Мартин (Sean Martin) — гитара
- Мэтт Берн (Matt Byrne) — ударные
- Брендан Фини (Brendan Feeney) — бэк-вокал
- Джош Гарден (Josh Grden) — бэк-вокал
- Патрик Салливан (Patrick Sullivan) — бэк-вокал
- Zeuss — producer, engineer, mixing
- Mike Gitter — A&R
- Ted Jensen — mastering
- Meran Karanitant — artwork, layout design
- Daragh McDonagh — photography